# The Ballad of Mona Lisa
The Ballad of Mona Lisa was de eerste single van het derde studioalbum, Vices & Virtues, van de Amerikaanse rockband Panic! at the Disco. Het nummer werd geschreven door Brendon Urie ter expressie van zijn persoonlijke problemen en overtuigingen, reeds lange tijd voor de uiteindelijke ontwikkeling van het album.